# Teichrechen
Ein Teichrechen ist ein Werkzeug ähnlich einer Harke oder eines Rechens, welches speziell zur Reinigung von Teichen verwendet wird.
Senkrecht angebrachte, eng stehende Gittersprossen an Teichabläufen (siehe dazu auch Mönch) werden ebenfalls als Teichrechen bezeichnet. Diese lassen das Teichwasser abfließen, hindern aber die (Zucht-)Fische daran, das Gewässer über die Abflüsse zu verlassen.

## Anwendung

### Historische Teichrechen
Historisch waren Teichrechen große, rechenförmige Werkzeuge, mit denen Teiche und Seen effektiv von Schlamm und ähnlichen Ablagerungen befreit werden konnten. Andere Bezeichnungen für den Teichrechen lauteten zum Beispiel Moderrechen oder Schlammrechen. Aufgrund seiner Größe wurde der Teichrechen vom Ufer aus von Pferden gezogen. Diese Anwendungsform machte den Teichrechen auch unter dem Namen Roßkrücke bekannt.

### Moderne Teichrechen
Heutige Teichrechen sind Handwerkzeuge. Sie dienen ebenfalls der Reinigung von Teichen von Schlamm, Algen oder Zweigen und Laub. Dabei ist der Schutz der vor allem häufig in Gartenteichen verwendeten Teichfolien von Bedeutung. Zu diesem Zweck sind an den Zinkenenden moderner Teichrechen Metallkugeln angebracht, um die Folien nicht zu zerreißen. Außerdem können an der Oberseite des Rechens zusätzliche Zinken angebracht sein, um vor allem Algen und Äste besser aufzusammeln.